# Armenbank

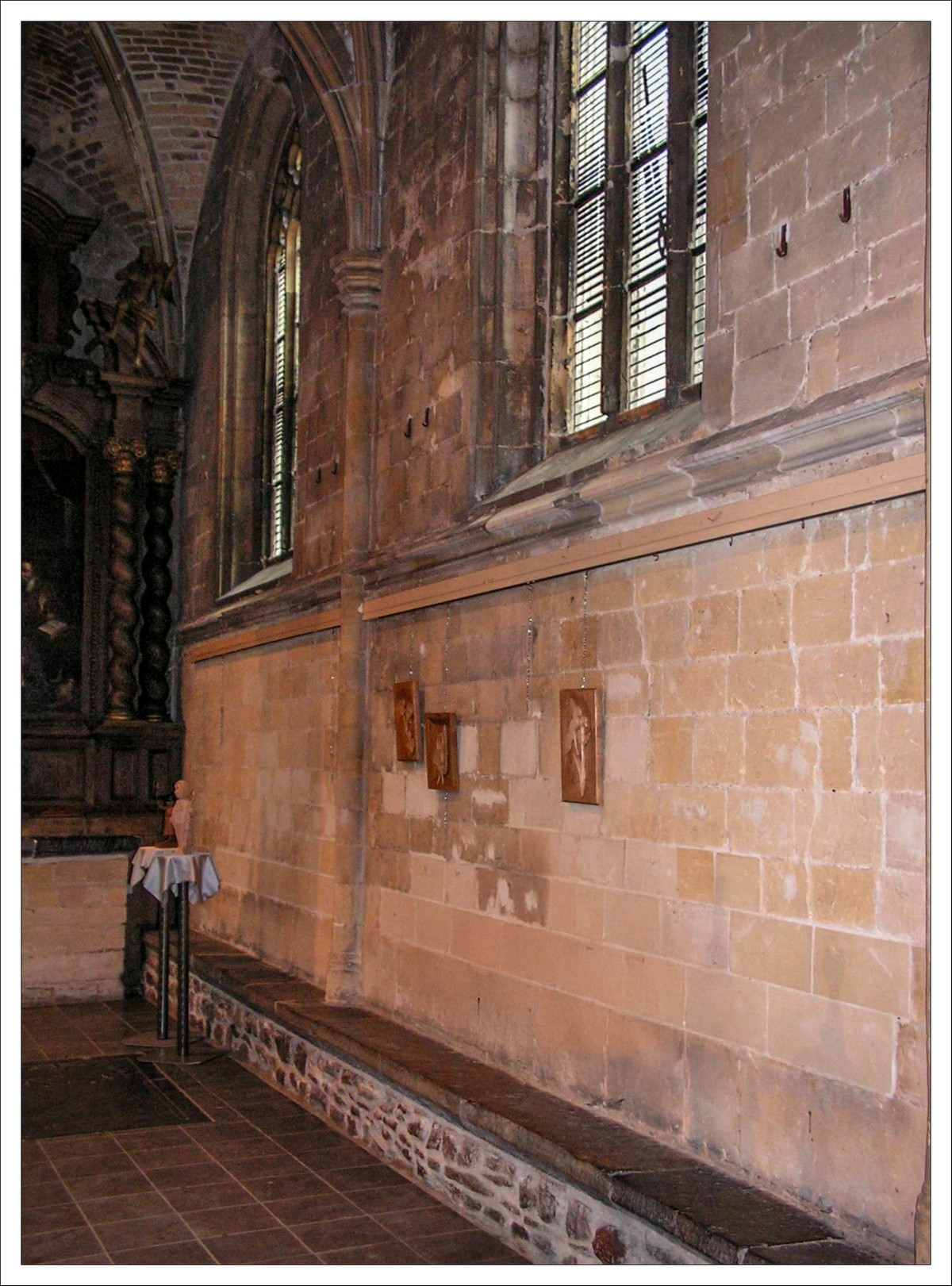

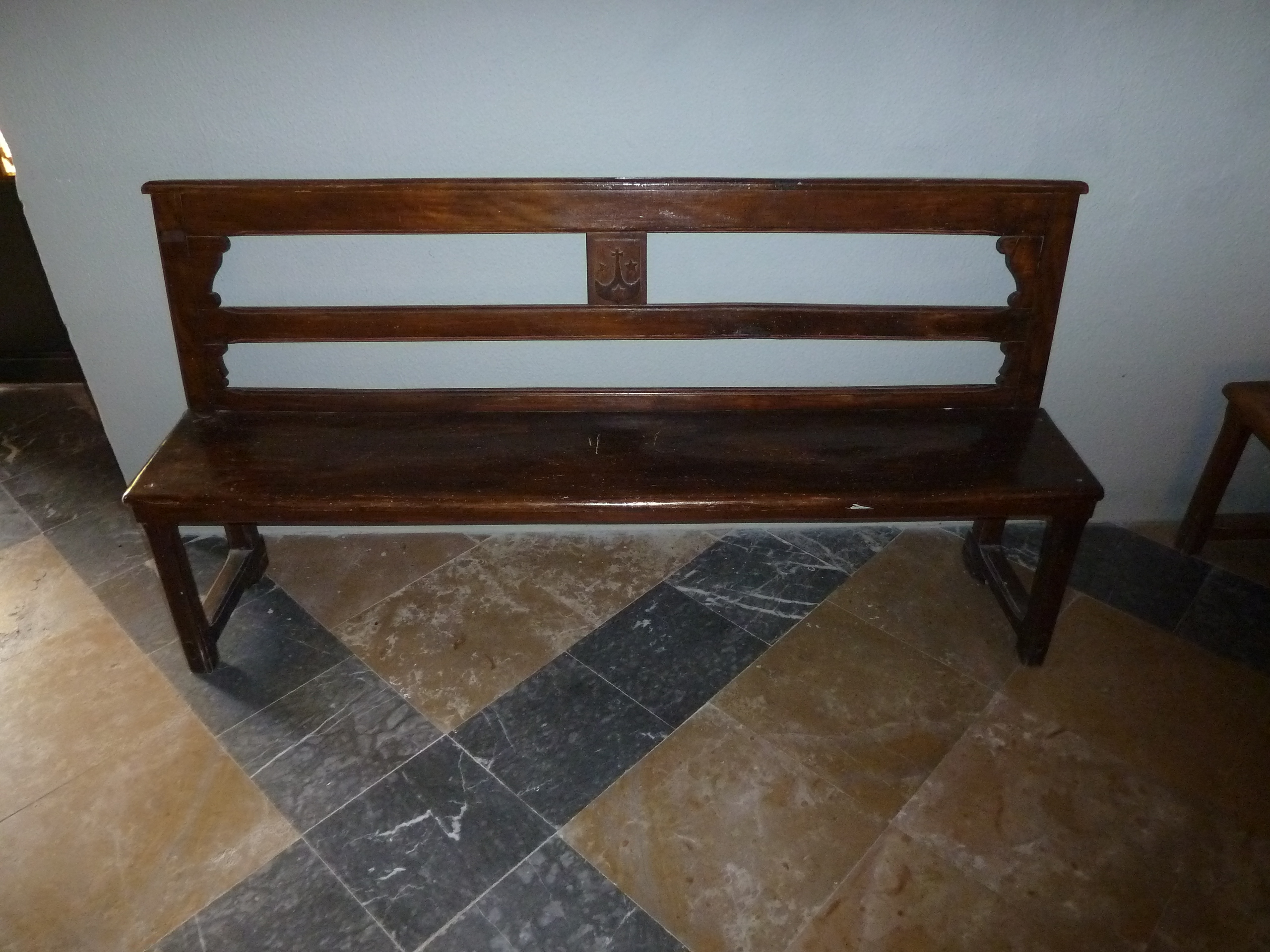

Een armenbank is een -meestal eenvoudige- kerkbank die bedoeld is voor arme mensen.
In vroeger jaren konden de kerkgangers een plaats in een knielbank pachten, waarbij de meest welgestelden verzekerd waren van een (duurdere) plaats voor in de kerk, terwijl de minder bedeelden met een plaats verder achter in de kerk genoegen moesten nemen.
Zij die geen plaats konden betalen namen plaats op de armenbank, die gewoonlijk tegen de zijmuur in de zijbeuk, of heel achter in de kerk, was geplaatst, zodat de welgestelden niet gehinderd werden door de aanwezigheid van deze armlastigen. Vanaf de armenbank was het zicht op het gebeuren van de religieuze plechtigheid zeer beperkt. Het is duidelijk dat de armen op deze wijze gestigmatiseerd werden.
Armenbanken kwamen voor in verschillende kwaliteiten. Soms waren ze fraai afgewerkt, vaak ook waren het heel eenvoudige bankjes die weinig comfort boden. Het gebruik was hier en daar nog in zwang tot in de 1e helft van de 20e eeuw.
De armenbank en de gebruikers ervan werden soms afgebeeld door kunstenaars. Charles de Groux bijvoorbeeld, vervaardigde meerdere schilderijen met als thema 'de armenbank'.